# 東京酒吐座
東京酒吐座（Tokyo Shoegazer）是日本瞪鞋樂團，由六個人於2010年組成有三名吉他的團，2013年解散，現在主要成員另外成立了CQ繼續活動。

## 成員
- 笹渕啓史 - 鼓手
原Plastic Tree鼓手。
- 渡邊清美 - 吉他手、歌手
殻的吉他手、在acid android以antz之名演出。
- Yoshi - 吉他手
Presence of soul的吉他手。
- the k - 貝斯手
101A的貝斯手和＆Programming。
- 五味誠 - 吉他手
ZEPPET STORE的吉他手。
- Ananda Jacobs - 歌手
2013年6月加入。
洛杉磯出生、華盛頓長大的模特兒、作曲家、和歌手。
2006年開始因為模特兒事業移住到東京，之後開始模特兒、演員、以及出演電影、廣告等超過250個作品。

## 經歷
- 2010年
  - 10月以原Plastic Tree的笹渕啓史為中心組成援團。 [1]
  - 10月12日、DEMO《1st Demo CD》發行。

- 2011年
  - 11月第一張專輯《crystallize》發行。發片巡迴也曾到過臺灣演出。

- 2013年
  - 1月5日公開ZEPPET STORE的五味誠加入樂團。
  - 1月23日致敬MY BLOODY VALENTINE的專輯《Yellow Loveless》和Lemon's Chair合作的《Japan Shoegazer as only one》同時發行。
  - 5月15日第二張專輯《turnaround》發行。
  - 5月29日、在現場公開Ananda Jacobs加入樂團。
  - 10月15日、因為貝斯手the k的離開、10月18日在現場演出時決定解散樂團。

## 專輯

### 專輯
| 名稱 | 発售日      | 編號                                              | 備考    |
| ---- | ----------- | ------------------------------------------------- | ------- |
| 1st  | crystallize | 2011年10月12日（台灣盤） 2011年11月23日（日本盤） | NJR-001 |
| 2nd  | turnaround  | 2013年5月15日                                     | NJR-002 |

### 合作
- japan shoegazer as only one Lemon's Chair/東京酒吐座 （2013年1月23日）
※收錄Lemon's Chair的歌曲〈awake〉和〈silent roar〉。
- YELLOW LOVELESS（2013年1月23日）
※日本音樂圈致敬愛爾蘭瞪鞋團MY BLOODY VALENTINE《loveless》的翻唱專輯。收錄了〈only shallow〉和〈i only said〉。

## 出典
1. ↑  .   [2013-05-27]. （原始内容存档于2013-08-10）.

## 外部連結
- 東京酒吐座 （页面存档备份，存于） - 官方網站
- 東京酒吐座(Tokyo shoegazer)的MySpace主頁
- Sasabuchi Hiroshi Official Site （页面存档备份，存于）
- 東京酒吐座的Discogs页面（英文）